# Marian Sobieski
Marian Bazyli Sobieski (ur. 14 czerwca 1908 w Miłosławicach, zm. 25 października 1967 w Warszawie) – polski muzykolog, etnograf, związany z wydziałem muzykologii Uniwersytetu Poznańskiego. Badacz muzyki ludowej regionu Wielkopolski.

## Życiorys
Urodził się w rodzinie z silnymi muzycznymi tradycjami. Jego ojcem był Teodor Sobieski, zaś matką Stefania z Krzymańskich. Maturę zdał w Inowrocławiu. Następnie w latach 1928–1935 studiował muzykologię na Uniwersytecie Poznańskim. W tym samym czasie studiował w Państwowym Konserwatorium Muzycznym w Poznaniu oraz śpiewał jako tenor w Poznańskim Chórze Katedralnym, będąc w nim jednocześnie jednym z pomocników Wacława Gieburowskiego odpowiedzialnym za kształcenie chłopców.
Pracę badawczą rozpoczął już podczas studiów. Początkowo były to poszukiwania w klasztorach i kościołach Wielkopolski rękopisów utworów z XVIII wieku. Studia ukończył pracą magisterską z zakresu twórczości Wojciecha Dankowskiego. Po obronie, w 1935, rozpoczął pracę jako asystent w Zakładzie Muzykologii UP oraz powiązanego z tą instytucją, niedawno utworzonym Regionalnym Archiwum Fonograficznym. W związku z pracą uczestniczył wraz z poślubioną w 1936 żoną, Jadwigą z Pietruszyńskich, w akcji jeżdżenia po wsiach i nagrywania najstarszych muzykantów oraz śpiewaków i śpiewaczek. Do 1939 Archiwum zebrało przeszło 4 tysiące nagrań na wałkach woskowych. Zbiór ten zaginął podczas wojny.

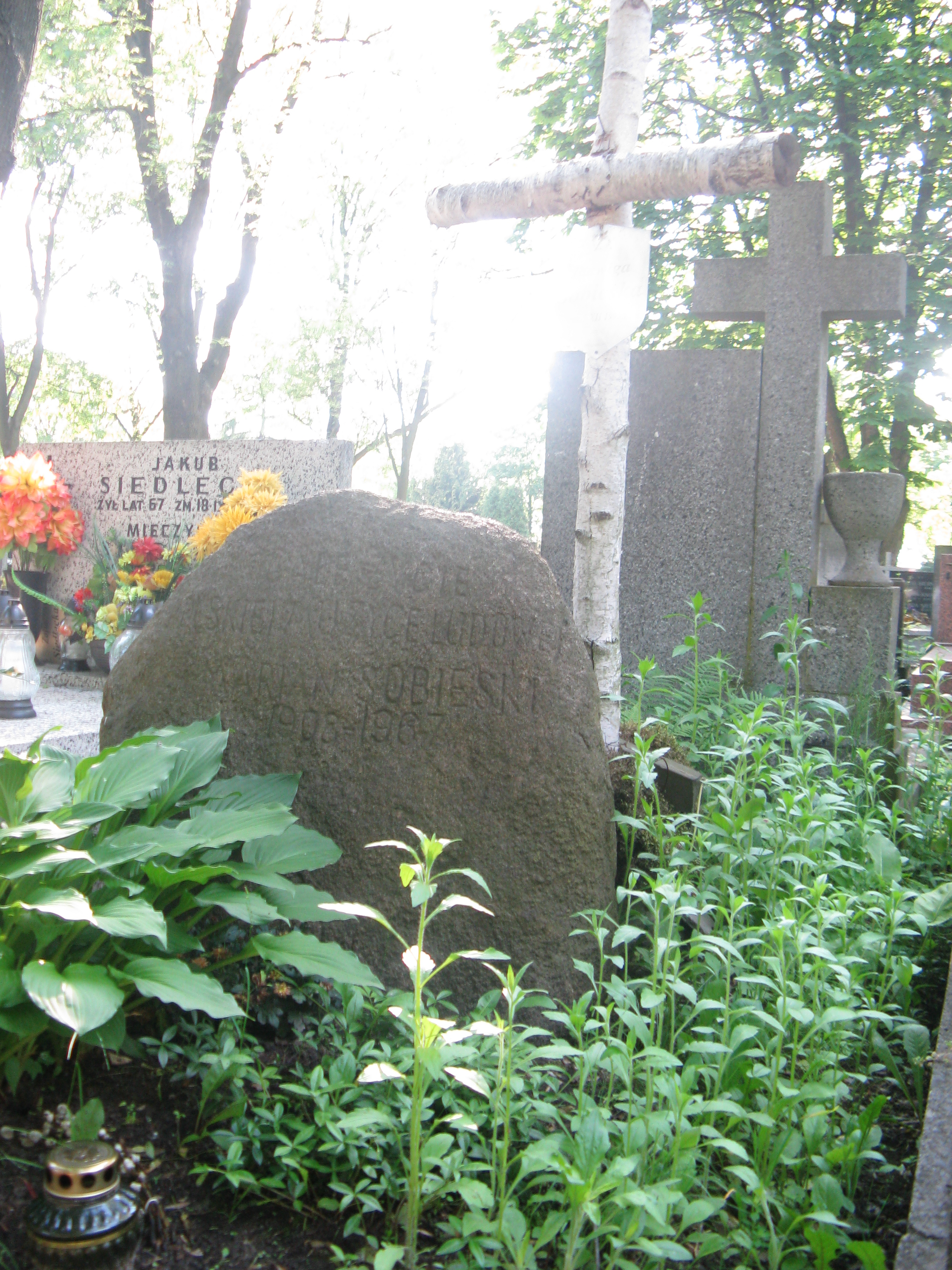
Grób Jadwigi i Mariana Sobieskich na cmentarzu Powązkowskim

Sobieski lata okupacji spędził w Generalnym Gubernatorstwie, głównie w Warszawie i Lublinie. Wiosną 1945, współpracując z Markiem Kwiekiem, rozpoczął odtwarzanie Zakładu Muzykologii. W tym samym okresie kierował Niższą Szkołą Muzyczną w Poznaniu, a także prowadził pracę dydaktyczną w Średniej i Wyższej Szkole Muzycznej. Mimo tak licznych zajęć większość jego czasu pochłaniało odtworzenie zbioru nagrań muzyki ludowej. Jeszcze w 1945 roku został współzałożycielem Zachodniego Archiwum Fonograficznego, które od razu przystąpiło do nagrań na terenie Wielkopolski i Kaszub. Następnie, od 1949 roku, kierował Sekcją Muzyki Ludowej Państwowego Instytutu Badania Sztuki Ludowej, które zajmowało się nagraniami w terenie, audycjami radiowymi i publikacjami o polskiej muzyce ludowej. W latach 1950–1954 kierował ogólnopolską Akcją Zbierania Folkloru Muzycznego. Ekipy terenowe złożone ze studentów etnografii i muzykologii na terenie całego kraju zebrały w ciągu 4 lat około 46 tysięcy nagrań.
W 1956 Zachodnie Archiwum Fonograficzne przemianowano na Pracownię Badań nad Polskim Folklorem Muzycznym Państwowego Instytutu Sztuki, a wraz z nim przeniósł się tam Sobieski. W 1956 został on mianowany docentem. Swoje prace badawcze prowadził do śmierci.
Marian Sobieski napisał wraz z żoną szereg książek i artykułów naukowych i popularyzatorskich o muzyce Wielkopolski, dudziarzach i obyczajach tego regionu. W nauce zapisał się zaś jako współtwórca, wraz z żoną, systemu transkrypcji stosowanej w badaniu nad polskim folklorem muzycznym, oraz organizacja systemu archiwizacji i dokumentacji polskiej muzyki ludowej. W 1955 roku otrzymali wspólnie Doroczną Nagrodę Związku Kompozytorów Polskich.
Z żoną Jadwigą Sobieską miał trzech synów i córkę.
Zmarł w Warszawie, pochowany na cmentarzu Powązkowskim w Warszawie (kwatera 126-3-30).

## Pisma
- Szlakiem kozła lubuskiego – Sobieski Marian, Sobieska Jadwiga, Kraków 1954
- Wybór polskich pieśni ludowych, Tom I / II – Marian Sobieski, [red.] Tadeusz Strumiłło, Kraków 1955
- Pieśni ludowe Warmii i Mazur – Sobieski Marian, Sobolewska Maria, Kraków, 1955
- Piosenki z Kujaw – Sobieski Marian, 1955
- Polska muzyka ludowa i jej problemy – Sobieski Marian, Sobieska Jadwiga, Kraków, 1973
- Tempo rubato u Chopina i w polskiej muzyce ludowej (artykuł) – Sobieska Jadwiga, Sobieski Marian, 1973
- około 50 innych prac

## Ordery i odznaczenia
- Krzyż Kawalerski Orderu Odrodzenia Polski (11 lipca 1955)[3]
- Złoty Krzyż Zasługi (22 lipca 1952)[4]
- Medal 10-lecia Polski Ludowej (19 stycznia 1955)[5]